# Kjustendilská oblast
Kjustendilská oblast (bulharsky Област Кюстендил) je jedna z oblastí Bulharska. Leží na západě země, hraničí se Srbskem a Severní Makedonií a jejím správním střediskem je Kjustendil.

## Charakter oblasti
Celá oblast se nachází nedaleko hlavního města Sofia, v horách. Nejvýznamnější řekou, která tu protéká je Struma, která teče na jih do Řecka a jako Strumós do Egejského moře. Na jihu území vystupuje pohoří Rila, v níž se nachází i velmi známý a turisty navštěvovaný Rilský klášter (Rilski manastir). Železniční trati jsou tu dvě, spojují jak Kjustendil, tak i Blagoevgrad s Pernikem a s na severu ležícím hlavním městem.

## Obštiny
Oblast se administrativně dělí na 9 obštin.

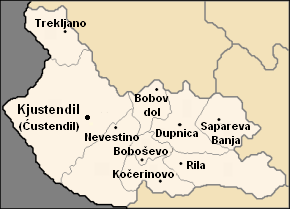
Kjustendilská oblast

| Obština - Boboševo - Bobov Dol - Dupnica - Kjustendil - Kočerinovo - Nevestino - Rila - Sapareva Baňa - Trekljano | Sídlo - Boboševo - Bobov Dol - Dupnica - Kjustendil - Kočerinovo - Nevestino - Rila - Sapareva Baňa - Trekljano |

## Města
Správním střediskem oblasti je Kjustendil. Kromě správních středisek jednotlivých obštin, přičemž Nevestino a Trekljano městem nejsou, se zde žádná další města nenacházejí.

## Obyvatelstvo
K 15. prosinci 2024 v oblasti žilo 127 861 obyvatel a bylo zde trvale hlášeno 149 856 obyvatel. Podle sčítání 7. září 2021 bylo národnostní složení následující:
- Bulhaři: 101 735 (93.5 %)
- Romové: 6 555 (6.0 %)
- Turci: 56 (0.1 %)
- ostatní[p 2]: 436 (0.4 %)